# كعب عال

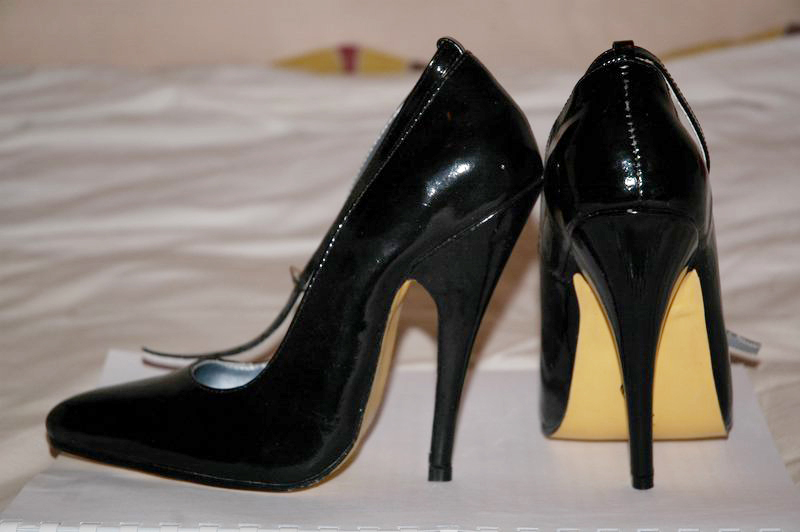
فردتي حذاء كعب عال 12 سم

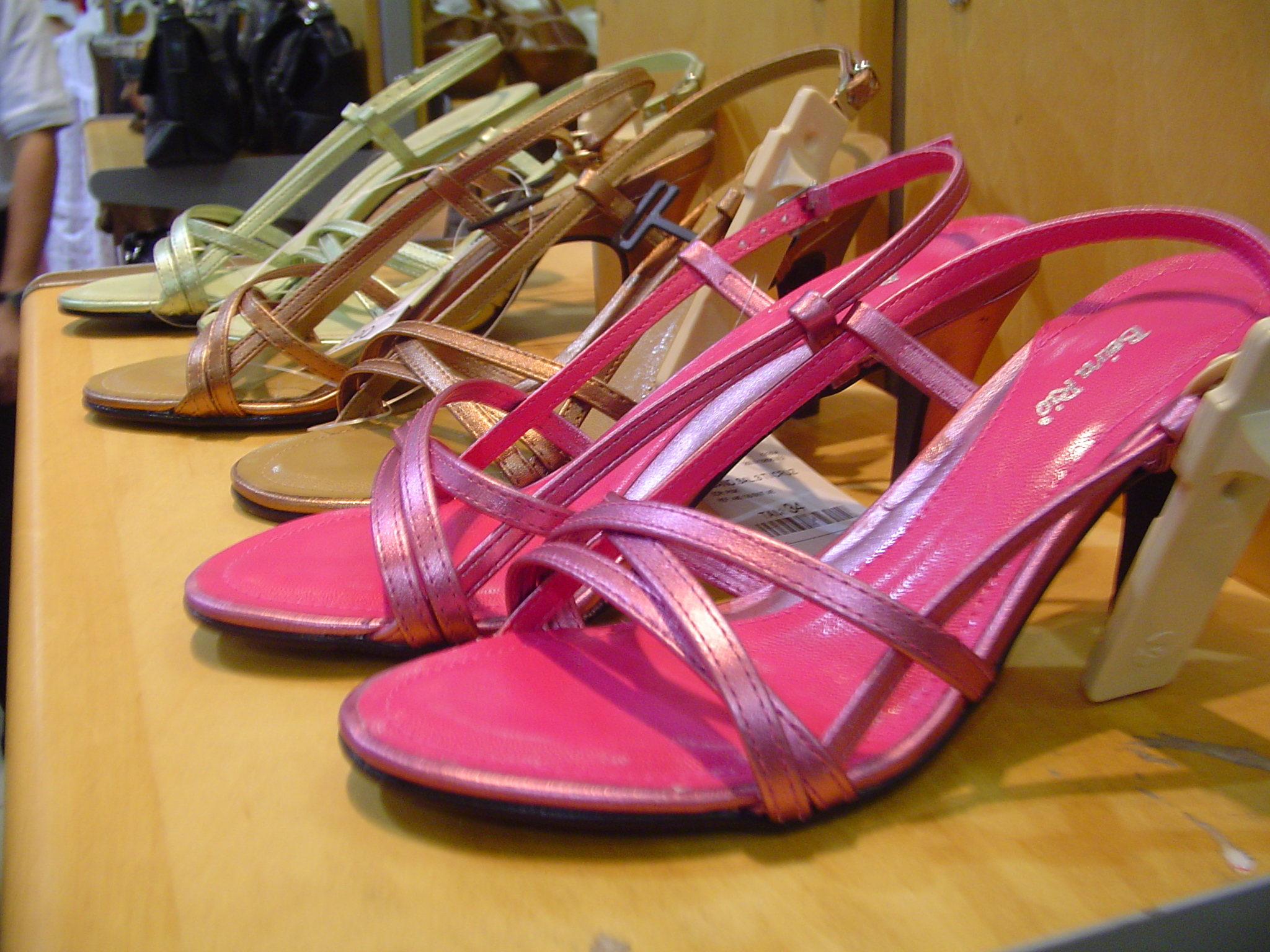
صندل عالي الكعب

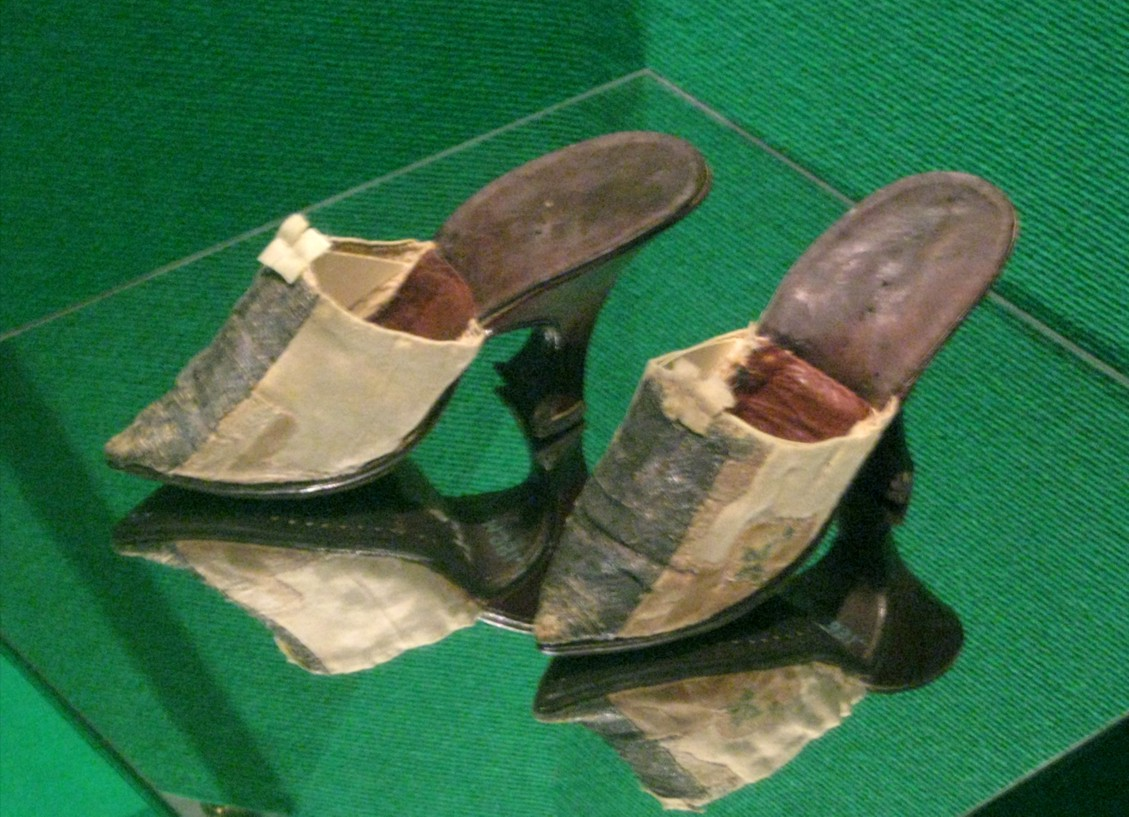
خف الإمبراطورة الروسية كاترين الثانية.

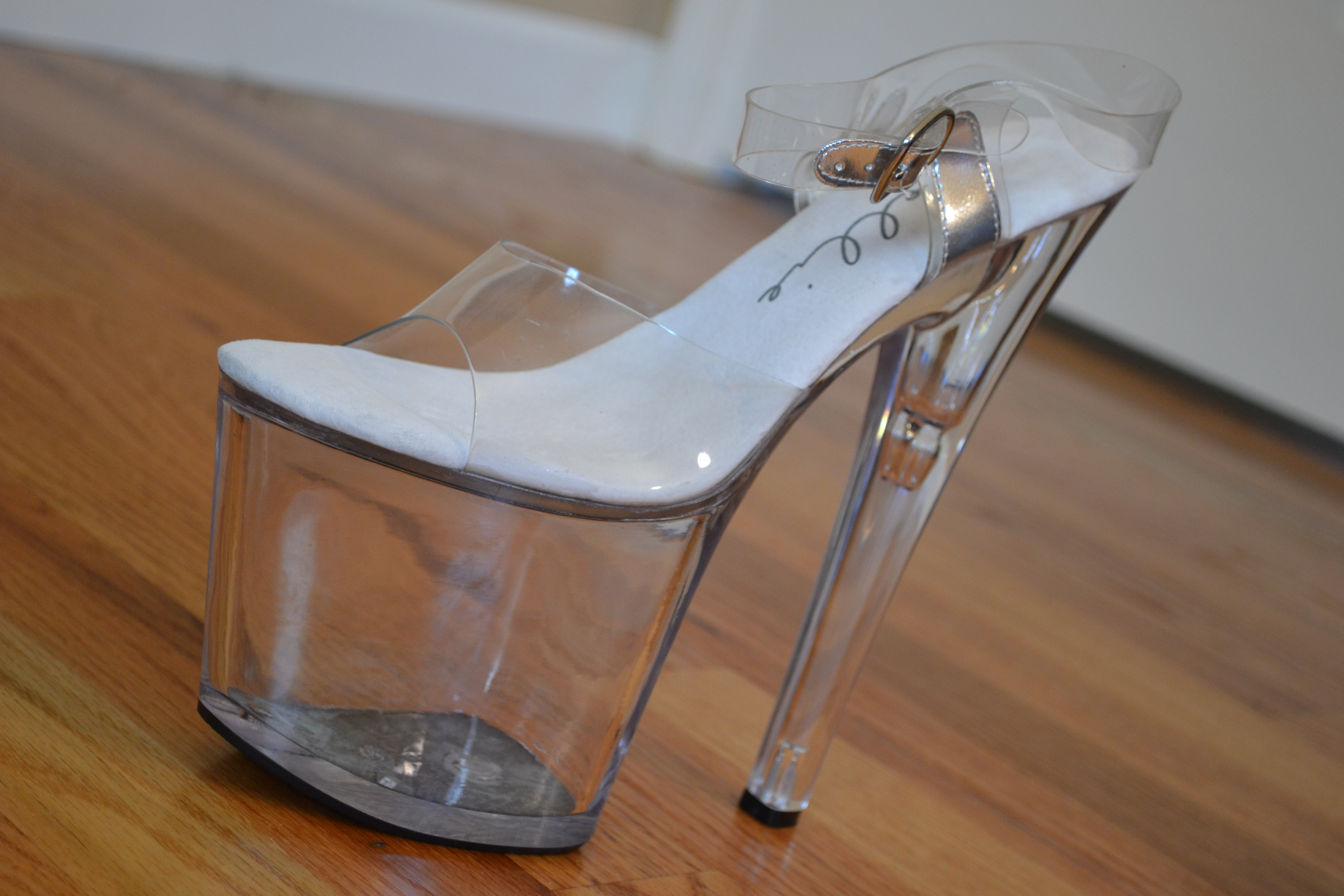
حذاء يرتفع كعبه 20 سم

الأحذية عالية الكعب (غالبا تختصر بالكعب العالي أو بكل بساطة الكعب) أو الزَّربول هي الأحذية التي ترتفع من الكعب وتكون أعلى بكثير من مستوى أصابع القدم. عندما يكون الكعب والأصابع مرتفعين على مستوى واحد، يسمى حذاء منبسط ذو نعل سميك؛ فنيا لا يعتبر من الكعب العالي؛ ومع ذلك توجد أحذية منبسطة ذات كعب عالي.الكعب العالي يميل إلى إعطاء جمال وهمي للساقين بجعلها أكثر طولا ورشاقة.الكعب العالي يأتي على مجموعة مختلفة الأساليب، وتم العثور على العديد من الكعوب ذات أشكال مختلفة بما في ذلك شكل الخنجر وخف (حذاء المحكمة) وضخم ومدبب ونصل ووتد.
وفقا لأخر صيحات الموضة في مواقع الأحذية مثل جيمي تشو وغوتشي، الكعب الذي يكون أقل من 2.5 بوصة (6.4 سم) تعتبر «كعب منخفض» بينما التي تكون بين 2.5و3.5 بوصة (6.4و 8.9) تعتبر «كعب متوسط» وأي شيء أعلى من ذلك يعتبر «كعب عالي».عند إلقاء نظرة بسيطة على صناعة الملابس؛ «مصطلح الكعب العالي» يشمل الأعقاب التي يتراوح طولها من 2 إلى 5 بوصة.غالبية الأحذية عالية الكعب، بالمعنى الدقيق للكلمة مثل التي تتجاوز 6بوصات، لم تعد تعتبر من الملابس بل أصبحت شيء اقرب إلى «مجوهرات القدمين».يتم ارتداؤها للعرض أو ليستمتع من يرتديها.
على الرغم أن الكعب العالي الآن يلبس عادة من قبل الفتيات والنساء فقط، إلا أن هناك أحذية مصممة ليرتديها كلا الجنسين والتي يكون لها كعب مرتفع، بما في ذلك أحذية رعاة البقر والكعب الكوبي.في العصور السابقة، كان الرجال يرتدون الكعب العالي.
في القرن التاسع، ارتدى المحاربين الفرس الكعب العريض عند ركوبهم الخيل لحفظ القدم من الانزلاق من الركبان. وكذلك يحافظ على ثبات الفرسان عندما يحتاجون للوقوف ورمي السهام.

## التاريخ
ارتدى الأوروبيين في العصور الوسطى الأحذية الخشبية تسمى أحذية باتن، التي أصبحت عند الأجداد كعب عالي معاصر.اليزابيث سيميلهاك، أمينة متحف حذاء باتا في تورونتو، كان الكعب العالي يخص الفرسان الفارسيين في الشرق الأوسط استخدموا الكعب العالي لوظيفة معينه، كان يساعد في تثبيت قدم الفارس على الركبان. وتقول أن هذه الأحذية هي على شكل وعاء من السيراميك في القرن 9th، من بلاد فارس.
في بعض الأحيان يقترح على الفارس ارتداء الكعب لتجنب مشكلة انزلاق القدم إلى الأمام عند ركوبه على الركبان. «كعب المتسابق»، يبلغ ارتفاعه حوالي 1 1/2 بوصة (3.8 سم)، ظهرت في أوروبا حوالي 1600. وكان يميل للمقدمة للمساعدة في القبض على الركاب، وكان يميل إلى الحافة الأمامية لمنع الكعب الممدود من ان يعلق في الشجيرات أو الصخور في حين الدعم الخلفي، مثال على القدم القتالية.هذه الميزات واضحة اليوم في أحذية ركوب الخيل، وخاصة أحذية رعاة البقر.

## المشهد المعاصر
منذ الحرب العالمية الثانية، تراجع ارتداء الكعب العالي داخل وخارج الأزياء الشعبية عدة مرات، أبرزها في أواخر 1990s، حتى بالنسبة للكعوب المنخفضة وحتى المسطحة[بحاجة لمصدر].وكانت الكعوب المنخفضة مفضلة في أواخر 1960 وأوائل 1970 أيضا، ولكن عادت الكعوب العالية في أواخر 1980 وأوائل 1990.لقد تغير شكل الكعب المألوف أيضا من كتلة (1970) إلى مدبب (1990)، وخنجر (1950، وأوائل عام 1960، و1980، و، وبعد 2000).
اليوم، عاد ارتداء الكعب العالي، مع ارتفاعات متفاوتة من كعب الكيتن 1.5 بوصة (3.8 سم) إلى كعب الخنجر (أو ارتفاع كعب) من 4 بوصات (10 سم) أو أكثر.أحذية الكعب العالية جدا، مثل تلك التي تزيد عن 5 بوصات (13 سم)، يتم ارتداؤها عادة لأسباب جمالية ولاتعتبرعملية.أحذية المحكمة أو (الكورت)هي أسلوب محافظ وغالبا ما تستخدم في العمل والمناسبات الرسمية، في حين أن أكثرا لأساليب ميلا إلى الجرأة شائعة لملابس السهرة والرقص.شهد الكعب العالي جدل كبير في المجال الطبي في الآونة الأخيرة، العديد من أطباء الأقدام يرون المرضى الذين يشكون من مشاكل شديدة في القدم، يكون بسببها ارتداء الكعب العالي.
كعب الوتد هو نمط آخر من الكعب الغير رسمي، حيث هو كعب على شكل وتد ويمتد إلى إصبع القدم من الحذاء.

## الإيجابيات والسلبيات
في هذه الحالة أننا ضد ارتداء الكعب العالي لأنه تقريبا محصور على الأسباب الصحية وعملية،  بالإضافة إلى:
•	يمكن أن تسبب ألام في القدم والأوتار؛
•	تزيد من احتمالية الإصابة بالالتواء والكسور؛
•	يجعل الساقين تبدو أكثر صلابة.
•	يمكن أن يسبب تشوهات في القدم، بما في ذلك أصابع المطرقة وأورام؛
•	يمكن أن يجعل المشي غير متوازن؛
•	يجعل الخطوة قصيرة حينها.
•	لا يمكن مرتديه من الركض.
•	يمكن أن يسبب ألام أسفل الظهر؛
•	تغير الضغط على الركبة بسبب المشي بالكعب العالي يهيئ مرتديها للتغيرات الانتكاسية في مفصل الركبة؛
•	يمكن أن يؤدي كثرة ارتداءه إلى ارتفاع حالات الإصابة بمرض المفاصل التنكسية في الركبتين.هذا لأنه يسبب انخفاض في الدوران الطبيعي للقدم، مما يسبب المزيد من الضغط على تدوير الركبة.
•	يمكن أن يسبب ضرر على الأرضيات الناعمة إذا كان رفيع أو ذا رأس معدني.
السبب في ارتداء الكعب العالي يستند بشكل حصري تقريبا على أسباب جمالية، بالإضافة إلى:
•	تغيير زاوية القدم فيما يتعلق بالجزء السفلي من الساق، الذي يبرز مظهر من العجول؛
•	تغيير وقفة مرتديها، الأمر الذي يتطلب تغيير المشية إلى ما يعتبر في الأزياء مشية مغرية؛
•	تجعل مرتديها يبدو أطول؛
•	تجعل الساقين يبدوان أطول؛
•	تجعل القدم تبدو أصغر؛
•	تجعل الأصابع تبدو أقصر؛
•	تجعل أقواس القدمين مرتفعة وواضحة بشكل أفضل؛
•	وفقا لسطر واحد من البحوث، أنها قد تؤدي إلى تحسين قوة عضلات قاع الحوض عند بعض النساء، وبالتالي ربما يقلل من سلس الإناث،  على الرغم من أن هذه النتائج قد تم الاختلاف عليها.
•	تقديم فوائد عملية للناس قصيري القامة من حيث تحسين الوصول واستخدام العناصر، على سبيل المثال الجلوس في وضع مستقيم مع القدمين على الأرض بدلا من تعليقها، والوصول إلى العناصر الموجودة على الرفوف، الخ.
خلال القرن 16، بدأ الملوك الأوروبيين ارتداء الأحذية عالية الكعب لتجعلهم يبدون أطول قامة أو أكبر من على الواقع، مثل كاترين دي ميديشي أو ماري الأولى ملكة إنجلترا.قبل 1580، أيضا الرجال أرتدوها، وكان غالبا مايشار إلى شخص ذو سلطة أو ثروة باسم «ثري»
.
إن في المجتمع الحديث، الأحذية عالية الكعب هي جزء من الأزياء النسائية، وربما تكون جزء من الإيحاء الجنسي. الكعب العالي يجبر الجسم على البروز، مع التركيز على الأرداف والثديين. وهي تؤكد أيضا على دور القدم في الحياة الجنسية، وغالبا ما ينظر إلى هذه الأفعال مثل وضع جوارب أو ارتداء الكعب العالي كأعمال مثيرة.وأظهر مسح أجرته الجمعية الأمريكية الطبية للعناية بالقدم حوالي 42٪ من النساء اعترفوا بأنهم سوف يرتدون الأحذية التي تعجبهم حتى وإن لم تكن مريحة.

## الرجال والكعوب
اليزابيث سيميلهاك، أمينة متحف حذاء باتا في تورونتو، كان الكعب العالي يخص الفرسان الفارسيين في الشرق الأوسط استخدموا الكعب العالي لوظيفة معينه، كان يساعد في تثبيت قدم الفارس على الركبان.
أنها تقول أقرب كعب شاهدته كان يعود للقرن التاسع وهو عبارة عن وعاء من السيراميك من بلاد فارس.
منذ أواخر القرن الثامن عشر، ظهرت الأحذية الرجالية بعقب أقصر من معظم الأحذية النسائية.تبقى أحذية رعاة البقر استثناء ملحوظ، استمروا في جعلها أحذية ركوب بكعب طويل .الكعب الكوبي ذو 2-إنش يظهر بعده أشكال في الأحذية الرجالية وهو أرث ترجع جذوره إلى اللاتينيين، أبرز أشكال الرقص اللاتيني هو الفلامينكو، كما وضح في الآونة الأخيرة خواكين كورتيس..كانت الكعوب الكوبية لها شعبية على نطاق واسع، من خلال أحذية فرقة البيتلز، والتي ارتدوها فرقة الروك الإنجليزية البيتلز أثناء دخولهم إلى الولايات المتحدة.بعض الشخصيات الذكور في الرسوم المتحركة التي تنتجها UPA، جاي وارد للإنتاج، وديباتي-فريلينغ إنتربرايزس ارتدوا حذاء أسود مع كعب عالي.الإخوة ماتزوريلي كانوا أبرز من ارتدوا مثل هذه الأحذية. يقول البعض أنه رأى إعادة إدخال أحذية الكعب العالي للرجال في1960 و 1970  (في حمى ليلة السبت، شخصية جون ترافولتا ارتدى الكعب الكوبي في افتتاح السلسلة).من المعروف أن الأمير المغني ارتدى الكعب العالي، وكذلك التون جون..أرتدت بعض الفرق مثل موتليكر وسيقي سيقي سبوتنيك الكعب العالي خلال عام 1980.ومن الأشخاص الذين اشتهروا برتدائه هم الأمير، جوستين ترنتير، المغني الرئيسي في الأسلحة شبه الثمينة، وبيل كاوليتس، المغني الرئيسي في طوكيو هوتيل .المغني المشهور R & B ميغيل كان يرتدي الكعب الكوبي من علامته التجارية خلال حادثة «انزلاق القدم» في حفل توزيع جوائز بيلبورد الموسيقية عام 2013. منقار ويكنل هو ما يميز الكعب الكوبي في كثير من الأحيان.

## مشاكل القدم والوتر
الأحذية عالية الكعب تميل القدم إلى الأمام وإلى أسفل وتثني أصابع القدم. تكون الأقدام مجبرة على هذه الوضعية، وذلك يتسبب أكثر في تقصير عضلة الساق (جزء من عضلة الساق). من الممكن أن يسبب مشاكل لمرتديها عندما يرتدون كعب قصير أو أحذية مسطحة. عند ميلان القدم إلى الأمام، ينقل الكثير من الوزن على كرة القدم وأصابع القدم، مما يزيد من احتمال حدوث تلف في الأنسجة الأساسية اللينة التي تدعم القدم.العديد من الأحذية، لها وظيفتها، إما الضغط على أصابع القدم أو ضغطهم معا، وربما ينتج عن ذلك ظهور بثور، أو مسمار القدم، أو أصابع المطرقة، أو الأورام (إبهام القدم)، ورم مورتون، التهاب اللفافة الأخمصية والعديد من الحالات الطبية الأخرى، ومعظمها دائمة وتتطلب عملية جراحية لتخفيف الألم.لأن الكعب العالي – يدفع القدم إلى الأمام - ذلك يسبب ضغط على أسفل الظهر بجعل الردف يندفع إلى الخارج، ويسحق فقرات أسفل الظهر ويقلص عضلاته.
إذا كان من غير الممكن تجنب الكعب العالي تماما، يقترح على من يرتديها أن لا تقضي ما لا يقل عن ثلث الوقت في قدمه كما في الأحذية الداعمة للكفاف «مسطحة» (مثل صنادل الأنشطة)، أو الأحذية التي لا تؤثر مثل «حذاء الرياضة»، وجعل الكعب العالي للمناسبات الخاصة، أما إذا كانت ضرورية في وظائفهم، مثل المحامي، فمن المستحسن أن يحد من ارتفاع الكعب، إلا في حالة وجوده في المحكمة، أن يحاول البقاء في مقعده قدر الإمكان لتجنب الأضرار التي تلحق بالأقدام. فمن المستحسن أيضا ارتداء حزام مع الكعب إذا كان ذلك ممكنا، بسبب ارتفاع القدم وتمدد الساق، ويمكن أن تصبح السراويل مرنة أكثر من المطلوب. ويقال أيضا ينبغي أن يكون الحزام ذا وزن بعض الشيء، مثل الحزام المرصع، حتى لو كان المرء لا يجده أنيق، ينبغي للمرء امتلاك واحد منه لملابس معين، ويجب الشد عليه إلى حد كبير، حتى لو كانت التجربة غير مريحة. في فصل الشتاء، ينبغي للمرء استخدام مدفأة المقعد أيضا إن أمكن عند ارتداء الكعب للاسترخاء وتخفيف العضلات في جميع أنحاء الجسم.
من أكثر المشاكل أهمية في تصميم الأحذية عالية الكعب هي تشيد مقدمة الحذاء بطريقة صحيحة مع الأصابع. البناء الخاطئ يمكن أن يتسبب في الكثير من الأضرار لقدم المرء. مقدمة الحذاء ضيقة جدا على أصابع القدم لدرجة «الحشر» قريبة جدا لبعضها. لضمان وجود أصابع القدم في تلك الغرفة لتولي الفصل العادي بحيث يظل ارتداء الكعب العالي خيارا بدلا من الإنهاك، الممارسة هي مسألة هامة في تحسين القدرة على ارتداء الأحذية عالية الكعب في عرض الأزياء.
ليس بالضرورة أن يكون الكعب العريض يقدم مزيدا من الاستقرار، وأي كعب رفيع م وعريض، مثل التي وجدت في أحذية «الشوكة» أو «الكعب الكتلة» يجعل دفع ودوران الكعبين غير صحي جنبا إلى جنب في كل خطوة، يقوم بضغطهم بدون داع، في حين أنه يخلق تأثير إضافي على كرات القدمين. إذا، فإن أفضل تصميم للكعب العالي هو الذي يكون عريض ثم يضيق، حيث يكون الكعب قريب إلى الأمام، ويكون أكثر قوة تحت الكاحل، حيث يوفر مربع أصابع القدم مساحة كافية للأصابع، لتكون حركة القدم إلى الأمام في الحذاء مريحة وصنعت بمواد مريحة لمشط القدم، بدلا من تصادم أو التشويش على أصابع القدم أو سحقها في الجزء الأمامي من مربع أصابع القدم.
وعلى الرغم من المسائل الطبية حول ارتداء الكعب العالي، إلا أن بعض أطباء الأقدام يوصون بارتداء كعب متوسط الارتفاع لبعض المرضى. ويبدو أن الارتفاع الطفيف للكعب يحسن زاوية الاتصال بين الأمشاط والمستوى الأفقي، وبذلك يقترب أكثر للزاوية المناسبة وينتج عن ذلك توزيع مناسب للوزن الملائم على القدم. بعض أخصائيين الأقدام، يتجادلون حول أن الكعب يسبب ضغوط لا داعي لها على مختلف عظام ومفاصل القدم.